# Ікнузаїт
Ікнузаїт — вкрай рідкісний мінерал, природна сполука торію і молібдену з формулою Th(MoO4)2·3H2O. Його було виявлено в Су Сейнаргіу (Саррок, Кальярі, Сардинія, Італія) в 2013 році. Назва походить від старогрецької назви Сардинії — грец. Ιχνουσσα (Ікнуза). Це місце також є місцем відкриття другого природного молібдату торію — нураґеїту.

## Прояви та асоціації
З ікнузаїтом асоціюються мінерали мусковіт, нураґеїт і ксенотим-(Y).